# Конрад Шуманн
Ганс Конрад Шуманн (нім. Hans Conrad Schumann, також відомий як Konrad Schumann; 28 березня 1942 — 20 червня 1998) — східнонімецький поліцейський, який в 1961 році втік до Західного Берліну під час будівництва Берлінського муру. Один з перших перебіжчиків з НДР до ФРН.

## Ранні роки
Шуманн народився в Чохау (нині частина громади Яхнаталь) під час Другої світової війни. Після 18-річчя він вступив до лав східнонімецьких Volkspolizei-Bereitschaften (воєнізованого підрозділу народної поліції). Після трьох місяців навчання в Дрездені його направили до школи унтерофіцерів у Потсдамі, і після отримання звання старшого сержанта поліції (нім. Polizeioberwachtmeister) він добровольцем відправився служити в Берліні.

## Втеча до Західної Німеччини

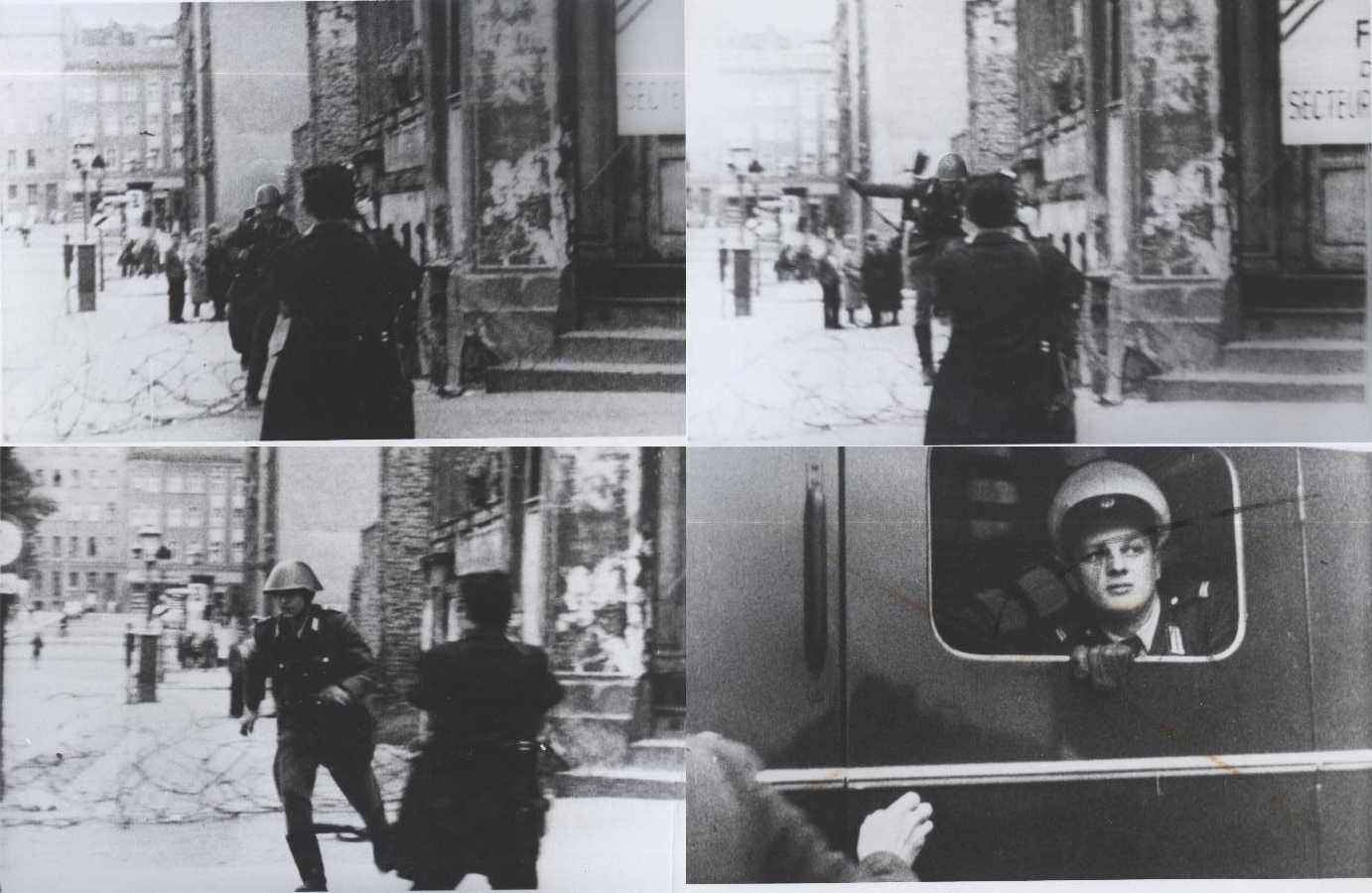
Кадри з відеозапису

15 серпня 1961 року, на третій день будівництва Берлінського муру, о 4:30 ранку 19-річний Шуманн у складі свого підрозділу прибув на ріг Руппінер-Штрассе та Бернауер-Штрассе для охорони будівництва. У той час огорожа у цьому місці являла собою одну котушку дроту-концентрини висотою 80 см.
Протягом усього ранку Шуманн був засмучений, оскільки мешканці Західного Берліна кричали їм з колегами образливі слова, серед іншого називаючи зрадниками та охоронцями концтабору. Також його засмутило, коли молода жінка зі Східного Берліна передала букет квітів через дріт своїй матері в Західному Берліні, вибачилася, що не може її відвідати, і вказуючи жестом на Шуманна сказала: «Ось ці мене більше не пропускають». За словами Шуманна, він раптом зрозумів, що решту свого життя проведе, тримаючи своїх співгромадян у в'язниці, в якій і сам буде в'язнем.
До полудня із Західного Берліна до дроту біля поста Шуманна підійшов великий натовп демонстрантів, вигукуючи різні гасла, зокрема «Свобода» (нім. Freiheit). За згадками Шуманна, він нервував і не знав, що йому слід робити, якщо натовп спробує прорватися за огорожу. Але йому не довелося вдаватися до будь-яких дій, оскільки прибула підмога на бронеавтомобілях, і солдати відігнали натовп, погрожуючи багнетами.
Протягом наступних чотирьох годин почали прибувати будівельна техніка та вантажівки з бетонними стовпами та сталевими плитами для будівництва муру. Зрозумівши, що цей шанс може бути останнім, Шуманн наступив на ділянку дроту, щоб пригнути її. Західні берлінці помітили це і почали підбадьорювати його; якийсь молодий чоловік підійшов до Шуманна. Шуманн голосно звелів йому відійти від огорожі і пошепки додав, що збирається стрибати. Молодий чоловік попередив західноберлінських поліцейських, і ті підігнали на місце фургон, поставивши його приблизно у десяти метрах від огорожі й відчинивши двері.
Шуманн почекав, поки східноберлінські поліцейські відвернуться, і приблизно о 16:00 швидко перестрибнув через колючий дріт, кинув свій автомат ППШ-41, побіг на північ по Руппінер-Штрассе, перетнув Бернауер-Штрассе та заскочив у фургон поліції Західного Берліна. Втечу сфотографував західнонімецький фотограф Петер Ляйбінг, який зрозумів, що той збирається зробити, і заздалегідь приготувався фотографувати. Ця фотографія (див. зовнішнє зображення), відома під назвою «Стрибок на свободу» (англ. Leap into Freedom) швидко стала культовим зображенням часів Холодної війни. Кінооператор Дітер Гофманн також засняв на 16-міліметрову плівку цю сцену з тієї ж перспективи, включаючи приготування Шуманна.
Шуманн оселився в Баварії. У 1962 році він одружився в Гюнцбурзі з Кунігундою Гундою, у них народився син. Спочатку працював на винокурні, пізніше був автослюсарем на заводі Audi в Інгольштадті до своєї смерті в 1998 році.

## Пізніші роки та смерть
До падіння Берлінського муру Шуманн постійно боявся, що Штазі спробує його вбити. Пізніше він сказав: «Лише з 9 листопада 1989 року [дата падіння муру] я почуваюся справді вільним» (нім. „Erst seit dem 9. November 1989 fühle ich mich wirklich frei“). Після Возз'єднання Німеччини він продовжував вважати своїм домом Баварію, а не рідні краї, посилаючись на старі негаразди з колишніми колегами, і навіть вагався відвідувати батьків, братів і сестер у Саксонії. Коли він все ж прийхав до Східної Німеччини, родичі не прийняли його, назвавши зрадником, який покинув свою сім'ю.
20 червня 1998 року, страждаючи від депресії, він скоїв самогубство, у віці 56 років повісившись у своєму саду поблизу міста Кіпфенберг у Верхній Баварії. Його тіло знайшла дружина через кілька годин.

## Пам'ять

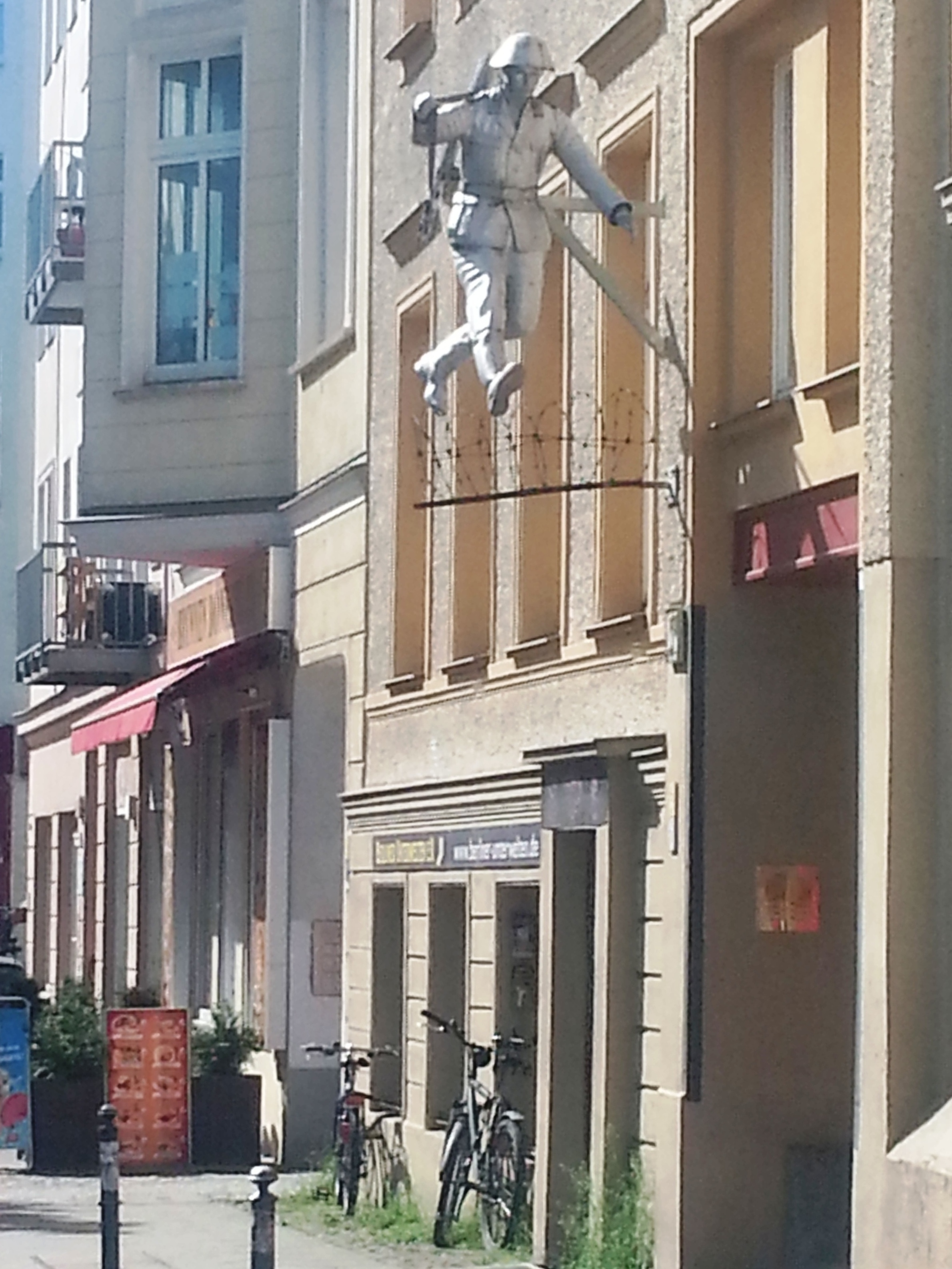
Mauerspringer на нинішньому місці

У травні 2011 року фотографію «стрибка на свободу» Шуманна було включено до програми ЮНЕСКО «Пам'ять світу» як частину колекції документів про падіння Берлінського муру.
Поруч із місцем втечі було встановлено скульптуру під назвою «Стрибаючий через стіну» (нім. Mauerspringer) роботи Флоріана та Міхаеля Брауерів і Едварда Андерса. З того часу її перенесли на бік будівлі на Бруннен-Штрассе, за кілька метрів на південь від Бернауер-Штрассе.
Кадри втечі Шуманна показані у початкових титрах диснеївського фільму 1982 року «Night Crossing».